# 目撃者 (1964年のテレビドラマ)
『目撃者』（もくげきしゃ）は、1964年（昭和39年）11月27日にTBS系列「近鉄金曜劇場」にて放送された単発のテレビドラマ。制作はRKB毎日放送。

## 作品概要
実際に大分県姫島村で起きた姫島村リンチ殺人事件を題材に創作されたドラマである。脚本は安部公房、演出は久野浩平、プロデュースは武敬子が務め、内藤武敏の主演で放送された。昭和39年度芸術祭奨励賞受賞作品。
ドラマ本編の映像は保存されており、横浜市の放送ライブラリーにて無料で閲覧することができる。脚本テキストは、1965年（昭和40年）、雑誌『新日本文学』1月号に掲載。同年、雑誌『テレビドラマ』5月号（ソノレコード）と、1969年（昭和44年）、雑誌『シナリオ』8月号にも再掲載された。撮影はオールフィルム・ロケで行なわれた。
1971年（昭和46年）に『未必の故意』として戯曲化もされ、同年9月10日より劇団俳優座によって上演された。

## あらすじ
菊島で、島じゅうで爪はじきのヤクザ者・江口高雄が撲殺された事件があった。殺された江口高雄は、港の工事の関係で7年前に島に現われ、そのまま住みつき、氷屋やカフェー、パチンコ屋を経営していた。江口は刃物で島民を脅してパチンコを無理矢理やらせたり、自分の家の洗濯物を洗わせたり、乱暴狼藉を働いていた。
江口は島民たちに殺されたのだった。その事件をテレビ映画にするために、村の島民の協力で撮影が行なわれていた。登場人物は死んだ男以外は、すべてそのまま島民がやるという趣向で、残りのシーンもあと二つだけだった。だが、事件前に江口が公民館に殴り込んできた時の場面を現場検証どおりに再現すると、灰かぐらのあがった火鉢の鉄ビンはお湯でなければならないが、供述書では「鉄ビンの水」をかけられたとなっていて、辻褄が合わない。青年の一人が、「あれは酒じゃったかもしらんなァ」と言うが、リーダー的な青年は頑なに「水」だと言い張った。
演出家は、とりあえず出来ているフィルムを島民に見てもらおうと、公民館で試写会を開いた。しかし意見を求めても島民の反応はうすく、自分たちが行なった行為に対して確信がないような逃げ腰の雰囲気だった。味方になろうとしているのに何かを警戒している様子だった。演出家は江口の妻へ取材に行った。バー「キューピー」をやっていた妻は店の売却先が決まって、島に遠慮がいらなくなったため、法廷では言えなかったことを語りだした。妻は、自分たちが島民から他所者扱い、泥棒扱いされていたと訴え、江口が働いたひどい乱暴もパチンコと洗濯物の2件しかないと言った。事件の前の夜も、友だちが欲しかった江口は公民館の宿直の者たちに酒をすすめに行ったのだという。7年間も他所者扱いされ続けていたら、淋しがり屋の夫が乱暴者になるのは当り前だと妻は開き直った。
演出家が少しナレーションを江口擁護に変えながら、島民が武器の薪を持って江口を襲撃に行くシーンを撮影していると、突然、島民たちが撮影班の方向に向きを変えて押しよせてきた。

## スタッフ
- 作・脚本：安部公房
- 演出：久野浩平
- チーフAD：生川之雄
- 音楽：武満徹
- 効果：遠藤裕己、藤木大二郎
- 進行：佐々木信雄、岡本貞実
- 撮影TD：浜田桂一
- 音声：馬瀬博、牛島太
- 照明：榊勲、辻正弘
- 撮影チーフ：半田明久
- 編集：粟村皓司
- 美術：張盛雄、江口洸一
- 大道具：藤昇、平盛夫
- プロデューサー：武敬子
- 制作：RKB毎日放送

## キャスト
- 演出家：内藤武敏
- 演出助手：菅貫太郎
- A（江口高雄役の俳優）：井川比佐志
- 江口の妻：市原悦子
- ：東野孝彦
- ：下川辰平

ほか

## 作品背景
演出の久野浩平は『目撃者』が放送された翌年の1965年（昭和40年）に、本作の元となった姫島村リンチ殺人事件について、以下のように語っている。
そしてドラマ制作までの経緯について、「ぼくらはこの事件を素材にしてドラマを作ることができると思った。（中略）ところが、取材は行き詰ったのである。島では、その事件について一種の緘口令がしかれていた。（中略）島の人たちの白い眼に耐え切れなくなってぼくらは退散することにきめた。ぼくは、脚本を書いて下さる安部さんに、ありのままの手紙を書いた」と述べている。

## 初版刊行本
- 『現代文学の実験室1 安部公房集』（大光社、1970年6月5日）

## 戯曲化
- 『未必の故意』
  - 1971年（昭和46年）9月10日 - 18日 俳優座劇場、9月19日 - 24日 都市センターホール
  - 作：安部公房。演出：千田是也。